# Gunung Manaon Ub
Gunung Manaon Ub is een bestuurslaag in het regentschap Padang Lawas Utara van de provincie Noord-Sumatra, Indonesië. Gunung Manaon Ub telt 459 inwoners (volkstelling 2010).